# Izák z Hvězdy
Blahoslavený Izák z Hvězdy byl cisterciáckým opatem, teologem a filosofem. Katolická církev jej uctívá jako blahoslaveného.

## Život
Izák pocházel z Anglie, kde se narodil mezi lety 1110 a 1120. V mládí se přesunul do Francie, kde studoval. Jeho učiteli byli Pierre Abélard a Gilbert de Porrée. Získal značné vzdělání teologické a filosofické. Po studiích Izák nějaký čas samostatně působil v Chartres a Poitiers. Ve 40. letech 12. století vstoupil v Citeaux do cisterciáckého řádu. Stal se po čase opatem kláštera Stella (Hvězda) u Poitiers. Kvůli kritice krále Jindřicha II. musel klášter Stella opustit. Uchýlil se i s částí mnichů do kláštera Notre-Dame-de-Ré na ostrově Île de Ré u západního pobřeží Francie, kde zemřel v roce 1178.

## Filosofie a teologie
Izák ve svých spisech používá, po vzoru sv. Augustina, psychologický přístup. Hlavním bodem jeho pojetí eklesiologie je mystické Tělo Kristovo. Izákova mariologie staví na analogii Panny Marie s Církví.